# Sleeping Sun (Four Ballads of the Eclipse)
Sleeping Sun (Four Ballads of the Eclipse) è il quinto singolo della band finlandese power metal dei Nightwish contenuto come traccia bonus nell'album Oceanborn. La canzone è stata scritta da Tuomas Holopainen in occasione dell'eclissi solare dell'11 agosto 1999. Nello stesso periodo, il gruppo ha tratto un video da questo brano. 
Il 19 ottobre 2005 esce una rivisitazione della precedente versione di Sleeping Sun, chiamata Sleeping Sun 2005. Con esso viene registrato anche un nuovo video.

## Tracce
1. Sleeping Sun
2. Walking in the Air
3. Swanheart
4. Angels Fall First